# Crupet (ruisseau)
Pour le village, voir Crupet.
Le Crupet est un ruisseau du Condroz belge, affluent du Bocq en rive droite et ainsi sous-affluent de la Meuse. Il coule entièrement en province de Namur.
Le Ri de Mière venant de Mianoye (sud) et le Ri de Vesse venant d'Assesse (nord) se joignent (avec le ruisselet 'Ri de Gence') pour former l'étang du château-donjon de Crupet, à Crupet. Quittant l'étang le ruisseau, qui s'appelle désormais 'Crupet', poursuit son cours vers l'Ouest, avant de se jeter, quatre kilomètres plus loin, dans le Bocq à Bauche, un hameau d'Évrehailles. Quelque six kilomètres plus loin ses eaux rejoignent la Meuse à Yvoir.